# 北海道札幌高等養護学校
北海道札幌高等養護学校（ほっかいどうさっぽろこうとうようごがっこう）は、北海道札幌市手稲区手稲前田にある公立（道立）の高等養護学校。

## 所在地
- 北海道札幌市手稲区手稲前田485-3

## 沿革
- 1998年（平成10年）3月10日 - 校舎完成。
- 1998年（平成10年）4月16日 - 開校。
- 2000年（平成12年）10月21日 - ホームページ開設。

## 主な卒業生
- 宮崎哲
  - リオパラリンピックおよび東京パラリンピックの水泳競技に2大会連続出場[1][2]。

## 歴代校長
- 初代 - 村上紘（1998年 - 2000年）
- 第2代 - 鈴木隆春（2001年 - 2002年）
- 第3代 - 板垣裕彦（2003年 - 2004年）
- 第4代 - 高橋裕（2005年 - 2006年）
- 第5代 - 平岡徹（2007年 - 2008年）
- 第6代 - 佐藤光司（2009年 - 2010年）
- 第7代 - 松野毅彦（2011年 - ）

## 交通機関
路線バス
- 北海道中央バス「南2線停留所」から徒歩5分。
- 北海道中央バス「手稲高校前停留所」から徒歩5分。